# 점진적 창조론
점진적 창조론(Progressive creationism, 지적설계 참조)은 하나님이 수억년에 걸쳐 점진적으로 새로운 형태의 생명을 창조했다는 종류의 창조론이다. 오랜 지구 창조론의 한 형태로, 지구나이에 대한 주된 지질학적 및 우주론적 추정, 소진화 와 같은 생물학의 신조 및 고고학 등을 받아들인다.
이 견해에 따르면, 창조는 모든 "종류"의 식물과 동물이 수백만 년 동안 지속되는 단계적으로 나타나는 빠른 폭발로 일어났다.
폭발 뒤에는 새로운 도착을 수용하기 위해 정체 또는 평형 기간이 뒤따릅니다. 이러한 폭발은 신의 개입에 의해 신이 새로운 유형의 유기체를 창조한 사례를 나타낸다.
고고학적 기록에서 볼 때, 점진적 창조론은 "종은 조상의 꾸준한 변형에 의해 점진적으로 나타나지 않는다. [그러나] 한꺼번에 나타나 "온전히 형성된" 상태로 나타난다.
이 견해는 대진화를 거부하며, 생물학적으로 지지할 수 없고 화석 기록에 의해 지지되지 않는다고 주장하며, 마지막 보편적 공통 조상으로부터 보편적인 후손이라는 개념을 거부한다.
따라서 대진화에 대한 증거는 거짓이라고 주장되지만, 소진화는 창조주가 환경적 적응과 생존을 위해 유전학의 구조로 설계한 유전적 매개변수로 받아들여지고 있다.
일반적으로, 지지자들은 그것을 문자적 창조론과 유신론적 진화론 사이의 중간 지점으로 본다.

## 역사적 발전
18세기 말, 프랑스의 해부학자 조르주 퀴비에(Georges Cuvier)는 격변론으로 인해 연속적인 창조물이 연속적으로 존재했다고 주장했다. 퀴비에는 신이 홍수와 같은 지역적 재앙을 통해 이전에 창조된 형태를 파괴하고 그 후에 그 지역을 새로운 형태로 다시 채웠다고 믿었다. 프랑스의 박물학자 알시드 도르비니(Alcide d'Orbigny)도 비슷한 생각을 가지고 있었다. 그는 지질학적 시간 척도의 여러 단계들을 분리된 창조 사건들로 연결시켰다. 그 당시에는 이러한 사상이 엄격한 기독교인들에게 인기가 없었다. 프랑스의 지질학자인 마르셀 드 세르(Marcel de Serres, 1783-1862)는 연속적인 창조 이론을 옹호하면서, 새로운 창조물은 시간이 지남에 따라 점점 더 완벽해진다고 주장했다.
수천 년 사이에 새로운 종을 창조하는 일련의 에피소드가 있었고, 인류의 궁극적인 도착을 위해 세계를 준비시키는 역할을 했다는 생각은 19세기 초 윌리엄 버클랜드와 같은 성공회 지질학자들에게 인기가 있었다. 그들은 지구상에 살았던 유기체의 종류가 시간이 지남에 따라 변했음을 보여주는 화석 기록의 동물 계승 패턴에 대한 설명으로 그것을 제안했다. 버클랜드는 그의 저서 '자연신학과 관련하여 고려된 지질학과 광물학'(Geology and Mineralogy considered with reference to Natural Theology, 1836)에서 이 개념을 상세히 설명했는데, 이 책은 브리지워터의 여덟 편의 논문 중 하나였다. 버클랜드는 종의 변형에 대한 다윈 이전의 이론에 반박하기 위해 부분적으로 이 아이디어를 제시했다. 스코틀랜드의 지질학자이자 복음주의 기독교인인 휴 밀러(Hugh Miller)도 신의 개입에 의해 야기된 많은 분리된 창조 사건을 주장했고, 그의 저서 The testimony of the rocks; 또는 지질학은 1857년에 자연과 계시의 두 신학에 대한 태도를 가지고 있다.
스위스계 미국인 박물학자인 루이스 애거시즈(Louis Agassiz)는 신의 창조물은 분리되어 있다고 주장했다. 그의 연구에서 그는 다른 지질 시대에 유사한 종의 분포의 유사성에 주목했다. 이주의 결과가 아닌 현상임이 분명하다. 애거시즈는 어떻게 같은 종의 물고기가 합류하는 수로가 없이 잘 분리된 호수에서 사는지 의문을 제기했다. 그는 그것들이 두 곳 모두에서 창조되었다고 결론지었다. 애거시즈에 따르면, 생물체가 환경에 지능적으로 적응하는 것은 지능적인 계획을 증명한다. 그의 연구의 결론은 각 동물이 어느 지역에서 발견되든 그곳에서 창조되었다고 믿게 만들었다. 더 많은 연구 후에 그는 나중에 이 아이디어를 인간에게까지 확장했다. 그는 서로 다른 종족들이 따로 창조되었다고 썼다. 이것은 그의 다원론(polygenism) 이론으로 알려지게 되었다.

## 같이 보기
- Answers in Genesis
- 창조연대
- 존재의 대사슬
- 욤

## 참고 문헌
- Cadbury, Deborah (2000). 《The Dinosaur Hunters: A True Story of Scientific Rivalry and the Discovery of the Prehistoric World》. Fourth Estate, London. ISBN 1-85702-963-1.
- Hayward, Alan (March 1995). 《Creation and Evolution:  Rethinking the Evidence from Science and the Bible》. Bethany House Publishers. ISBN 1-55661-679-1.
- Jastrow, Robert (2000). 《God and the Astronomers:  Second Edition》. W. W. Norton & Company; 2 edition. ISBN 0-393-85006-4.
- Newman, Robert (September 1995). 《Scientific and Religious Aspects of the Origins Debate》. The American Scientific Affiliation.
- Numbers, Ronald (2006년 11월 30일). 《The Creationists: From Scientific Creationism to Intelligent Design, Expanded Edition》. Harvard University Press. 624 pages쪽. ISBN 0-674-02339-0.
- Ross, Hugh (March 2004). 《A Matter of Days:  Resolving a Creation Controversy》. Navpress Publishing Group. ISBN 1-57683-375-5.
- Ross, Hugh (March 1994). 《Creation and Time: A Biblical and Scientific Perspective on the Creation-Date Controversy》. Navpress Publishing Group. ISBN 0-89109-777-5.